# Медицинская модель инвалидности
Медицинская модель понимания инвалидности — концептуальный подход, который связывает диагноз об инвалидности с физическим телом человека. Основной целью данной модели является корректировка инвалидности с помощью медицинского вмешательства. Этот подход фокусируется на лечении и предполагает, что «сострадательное» и справедливое общество должно инвестировать ресурсы в здравоохранение и связанные с ним услуги в попытке вылечить или справиться с инвалидностью с медицинской точки зрения, чтобы позволить людям с ограниченными возможностями здоровья вести полноценную жизнь. Ответственность и потенциал медицинской профессии занимают в этой сфере центральное место.

## Основные положения
Медицинская модель наиболее распространена в общественном сознании. Она рассматривает инвалидность как свойство человека, которое возникло в результате болезни, травмы или другого воздействия на его здоровье. Данная модель подчеркивает необходимость медицинского вмешательства и лечения у специалистов, при этом общество должно помогать людям с ограниченными возможностями здоровья (ОВЗ), создавать специализированные учреждения, в которых они могут учиться, работать и общаться. Таким образом, медицинская модель выступает за изоляцию людей с инвалидностью.
В отличие от медицинской, социальная модель определяет инвалидность как ограничения в возможностях, которые возникают в результате физических, психологических, социальных, культурных, законодательных и других барьеров, которые существуют в обществе по отношению к людям с ОВЗ. Именно они не позволяют человеку быть полноценным членом общества и принимать участие в жизни семьи или социума на равных основаниях. Инвалидность в этом понимании является социальной проблемой, а не особенностью человека.

## История
До появления медицинской модели, в обществе был распространён моральный (религиозный) подход к пониманию инвалидности, при котором ограниченные возможности здоровья человека рассматривались как наказание за грехи. Люди с инвалидностью часто имели ущербный статус в обществе и подвергались социальной изоляции.
Медицинская модель преобладала до 1965 года. В 1966-м было опубликовано эссе британского учёного с инвалидностью Пола Ханта «Критическое условие», в котором впервые было сказано, что люди с ОВЗ сталкиваются с «предубеждениями, которые выражаются в дискриминации и угнетении». Это заложило основание социальной модели понимания инвалидности.
В 1980 году Всемирная организация здравоохранения (ВОЗ) представила рекомендации по работе с людьми с инвалидностью, опубликовав «Международную классификацию нарушений, ограничений жизнедеятельности и социальной недостаточности», в которой было предложено подходить к инвалидности, используя термины «нарушение», «социальная недостаточность» и "ограничение жизнедеятельности, под которыми понимают:
- нарушение — потеря или ненормальность структуры или функции тела, логически-психического, физиологического или анатомического происхождения;
- ограничение жизнедеятельности — любое ограничение или потеря функции, возникающая из-за нарушения, которое препятствует выполнению действия за промежуток времени, который считается нормальным для человека;
- социальная недостаточность — невыгодное положение, вызванное нарушением или ограничением жизнедеятельности, ограничивающее человека, выполняющего роль, которая считается нормальной в отношении возраста, пола и социальных и культурных факторов.

В некоторых странах медицинская модель инвалидности оказала влияние на законодательство и политику в отношении инвалидов на национальном уровне.
Международная классификация функционирования, инвалидности и здоровья (ICF), опубликованная в 2001 году, определяет инвалидность как общий термин для нарушений, ограничений активности и участия в той или иной деятельности. Инвалидность — это взаимодействие между людьми с состоянием здоровья (например, церебральным параличом, синдромом Дауна и депрессией) и личными факторами, факторами окружения (такими как негативное отношение, недоступный транспорт и общественные здания, а также ограниченная социальная поддержка).

## Критика
Восприятие инвалидности через медицинскую модель ослабляет позицию человека с ОВЗ, снижает его социальную значимость и обособляет от общества, усугубляя его неравный социальный статус.
Ресурсы, которые направлены исключительно на медпомощь, могут быть использованы для создания безбарьерной, инклюзивной среды. Медицинская модель инвалидности используется для оправдания больших инвестиций в медицинские процедуры, технологии и исследования. При этом создание адаптированной среды потенциально может быть полезнее для общества и быстрее осуществимо.
Традиционная модель рассматривается как проблема гражданских прав и критикуется благотворительными организациями, поскольку она способствует распространению негативного и беспомощного образа людей с ограниченными возможностями здоровья (см. также политический лозунг «Piss On Pity»).